# Donje Planjane
Donje Planjane falu Horvátországban Šibenik-Knin megyében. Közigazgatásilag Unešićhez tartozik. 1948-ig Gornje Planjanéval Planjane néven egy települést alkotott.

## Fekvése
Šibeniktől légvonalban 20, közúton 28 km-re északkeletre, községközpontjától légvonalban 5, közúton 8 km-re északnyugatra Dalmácia középső részén a fekszik.

## Története
A középkorban a Kosevićai Szent János plébániához tartozó Dobričić falu állt ezen a területen. A šibeniki püspökség alapítása után 1298-ban a püspökséghez tartozó települések között Planjanét is említik. A környező településekkel együtt 1522-ben szállta meg a török és csak a 17. század végén szabadították fel a velencei seregek. A török uralom idején területe a Klisszai szandzsák része volt. Ebben az időszakban a keresztény hívek szolgálatát a visovaci ferences atyák látták el. A török uralom után a mirlovići plébániához került és ma is hozzá tartozik. A település 1797-ben a Velencei Köztársaság megszűnésével a Habsburg Birodalom része lett. 1806-ban Napóleon csapatai foglalták el és 1813-ig francia uralom alatt állt. Napóleon bukása után ismét Habsburg uralom következett, mely az első világháború végéig tartott. A falunak 1857-ben 397, 1910-ben 733 lakosa volt. Az első világháború után rövid ideig az Olasz Királyság, ezután a Szerb-Horvát-Szlovén Királyság, majd Jugoszlávia része lett. A falunak 2011-ben 37 lakosa volt.

## Lakosság
| Lakosság változása | Lakosság változása | Lakosság változása | Lakosság változása | Lakosság változása | Lakosság változása | Lakosság változása | Lakosság változása | Lakosság változása | Lakosság változása | Lakosság változása | Lakosság változása | Lakosság változása | Lakosság változása | Lakosság változása | Lakosság változása |
| ------------------ | ------------------ | ------------------ | ------------------ | ------------------ | ------------------ | ------------------ | ------------------ | ------------------ | ------------------ | ------------------ | ------------------ | ------------------ | ------------------ | ------------------ | ------------------ |
| 1857               | 1869               | 1880               | 1890               | 1900               | 1910               | 1921               | 1931               | 1948               | 1953               | 1961               | 1971               | 1981               | 1991               | 2001               | 2011               |
| 397                | 474                | 459                | 458                | 535                | 733                | 546                | 755                | 780                | 204                | 200                | 209                | 128                | 86                 | 69                 | 37                 |